# Nadagara xylotrema
Nadagara xylotrema är en fjärilsart som beskrevs av Oswald Beltram Lower 1903. Nadagara xylotrema ingår i släktet Nadagara och familjen mätare. Inga underarter finns listade i Catalogue of Life.